# NGC 1879
NGC 1879 é uma galáxia espiral barrada (SBm) localizada na direcção da constelação de Columba. Possui uma declinação de -32° 08' 33" e uma ascensão recta de 5 horas, 19 minutos e 48,1 segundos.
A galáxia NGC 1879 foi descoberta em 18 de Novembro de 1835 por John Herschel.